# Willibald Nagel (musikvetare)
Wilibald Nagel, född 12 januari 1863 i Mülheim an der Ruhr, död 17 oktober 1929 i Stuttgart, var en tysk musikskriftställare.
Nagel, som idkade studier i Berlin och England, blev 1898 docent i musikvetenskap vid tekniska högskolan i Darmstadt och ledare av akademiska sångföreningen där samt fick professors titel 1905. 
Nagel författade en innehållsrik Geschichte der musik in England (2 band, 1894-97), Beethoven und seine klaviersonaten (2 band, 1903-05) med mera.